# Roberto Porzia
Roberto Porzia (Roma, 6 novembre 1951) è un bobbista italiano.

## Biografia
Partecipò con la Nazionale di bob dell'Italia alle Olimpiadi di Innsbruck 1976, classificandosi all'11º posto nel bob a quattro con Nevio De Zordo, Ezio Fiori e Lino Benoni.